# Osvaldo Castro
Osvaldo Castro (17 de outubro de 1947) é um ex-futebolista chileno. Ele competiu na Copa do Mundo FIFA de 1974, sediada na Alemanha.